# 馬橋車站
馬橋車站（日语：／ Mabashi eki */?）是一個位於千葉縣松戶市馬橋，屬於東日本旅客鐵道（JR東日本）、日本貨物鐵道（JR貨物）、流鐵的鐵路車站。

## 停靠路線
旅客線有JR東日本的常磐線與流鐵的流山線停靠，是轉乘站。JR東日本車站只有行走常磐線緩行線的常磐線各站停車停靠。JR東日本車站設有車站編號「JL 24」。
此起，JR東日本車站與貨物列車專用的武藏野線支線（馬橋支線）分岔。此支線與常磐線的快速線分岔，包括同樣在北小金站附近分岔的武藏野線支線（北小金支線）與合流都在馬橋站構內。然而，此站的所屬線是常磐線。

## 車站結構

### JR東日本
JR東日本車站服務接受委託的業務委託站。只限緩行線為島式月台1面2線的地面車站，設有跨站式站房和自動閘機。
| 月台 | 路線               | 方向 | 目的地                       |
| ---- | ------------------ | ---- | ---------------------------- |
| 1    | 常磐線（各站停車） | 上行 | 松戶、北千住、代代木上原方向 |
| 2    | 常磐線（各站停車） | 下行 | 新松戶、柏、我孫子、取手方向 |

（來源：JR東日本:車站構內圖 （页面存档备份，存于））

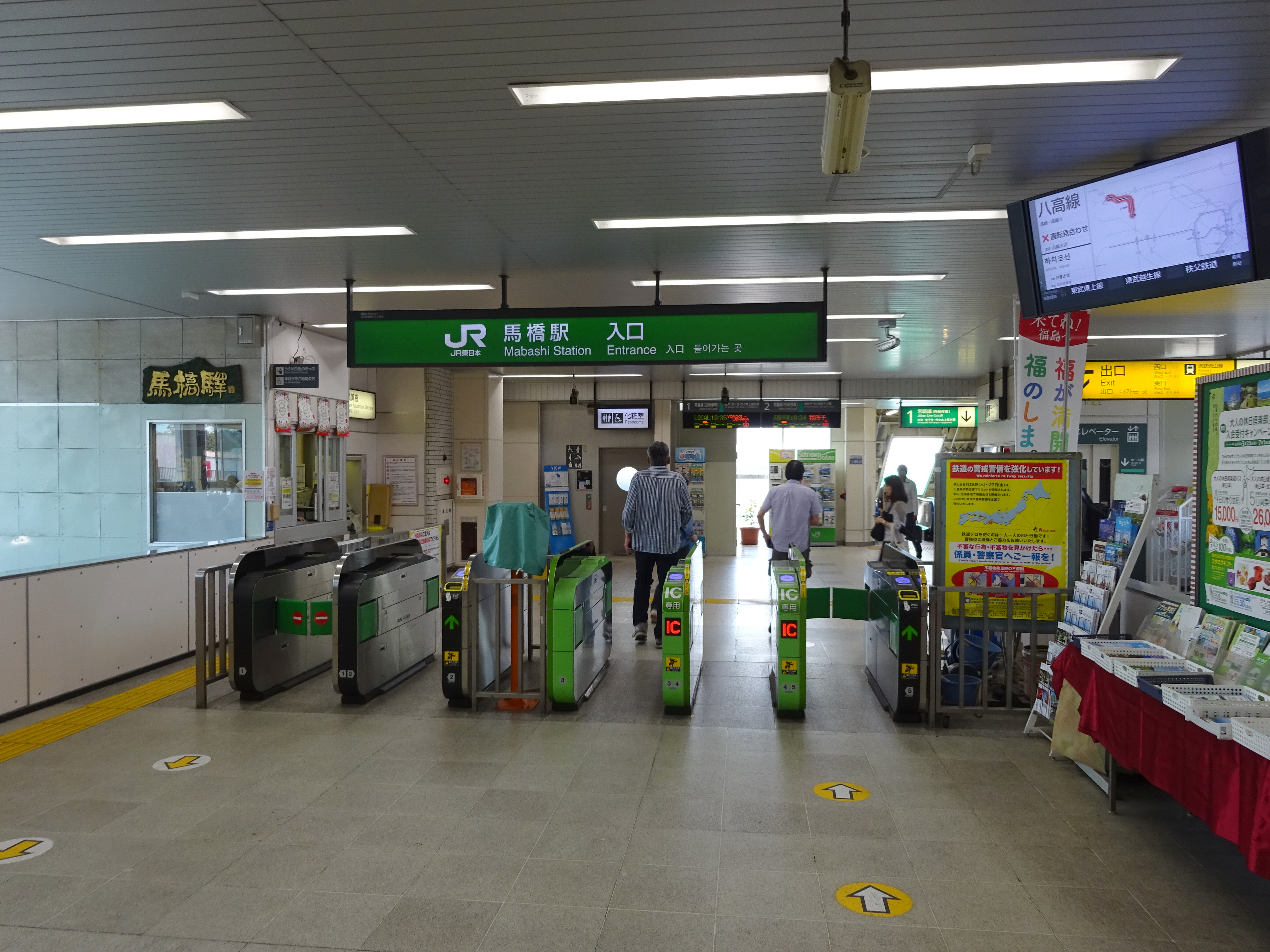
JR閘口（2016年）
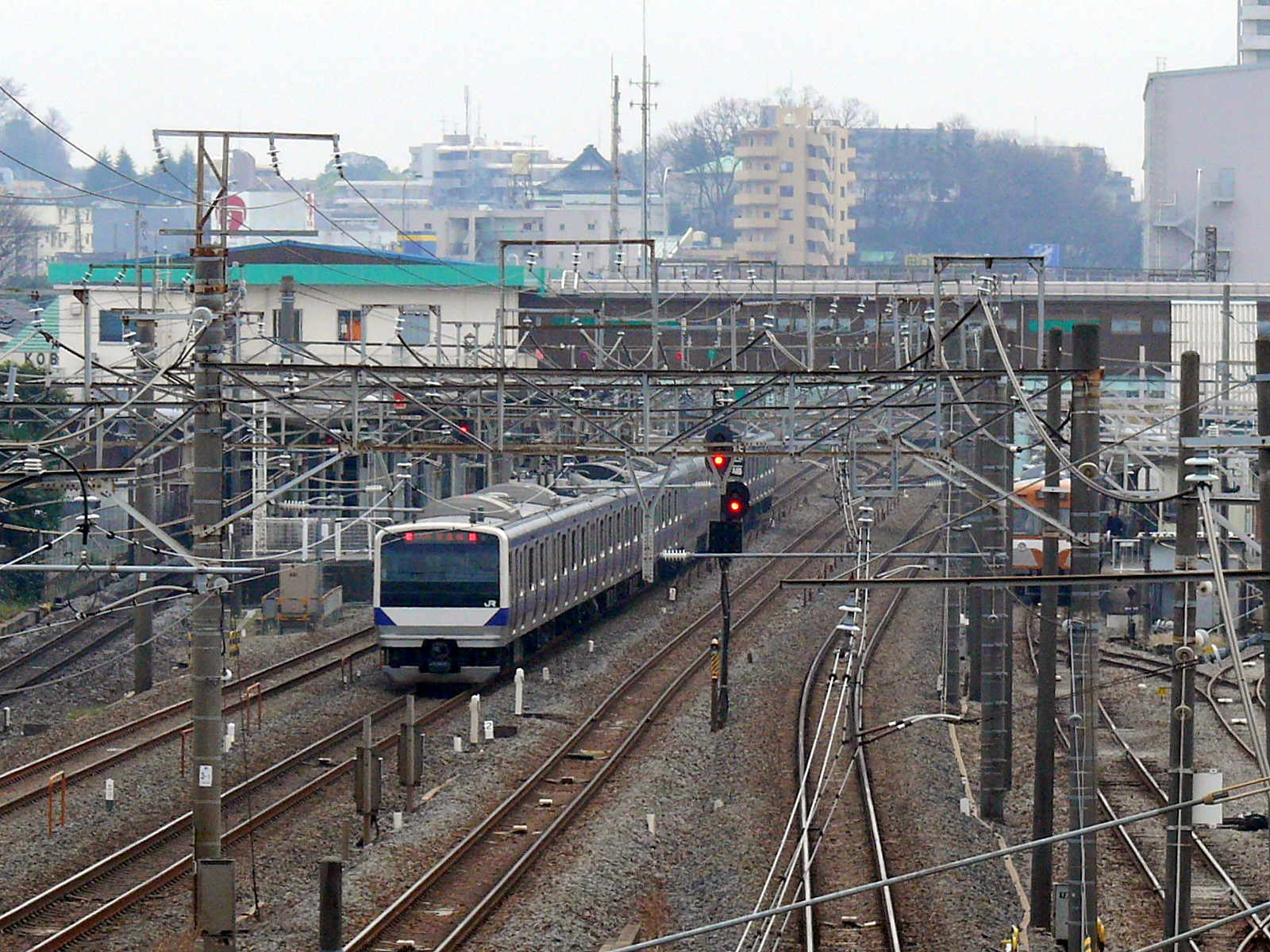
馬橋站內構內近柏的陸橋遠望（2009年）
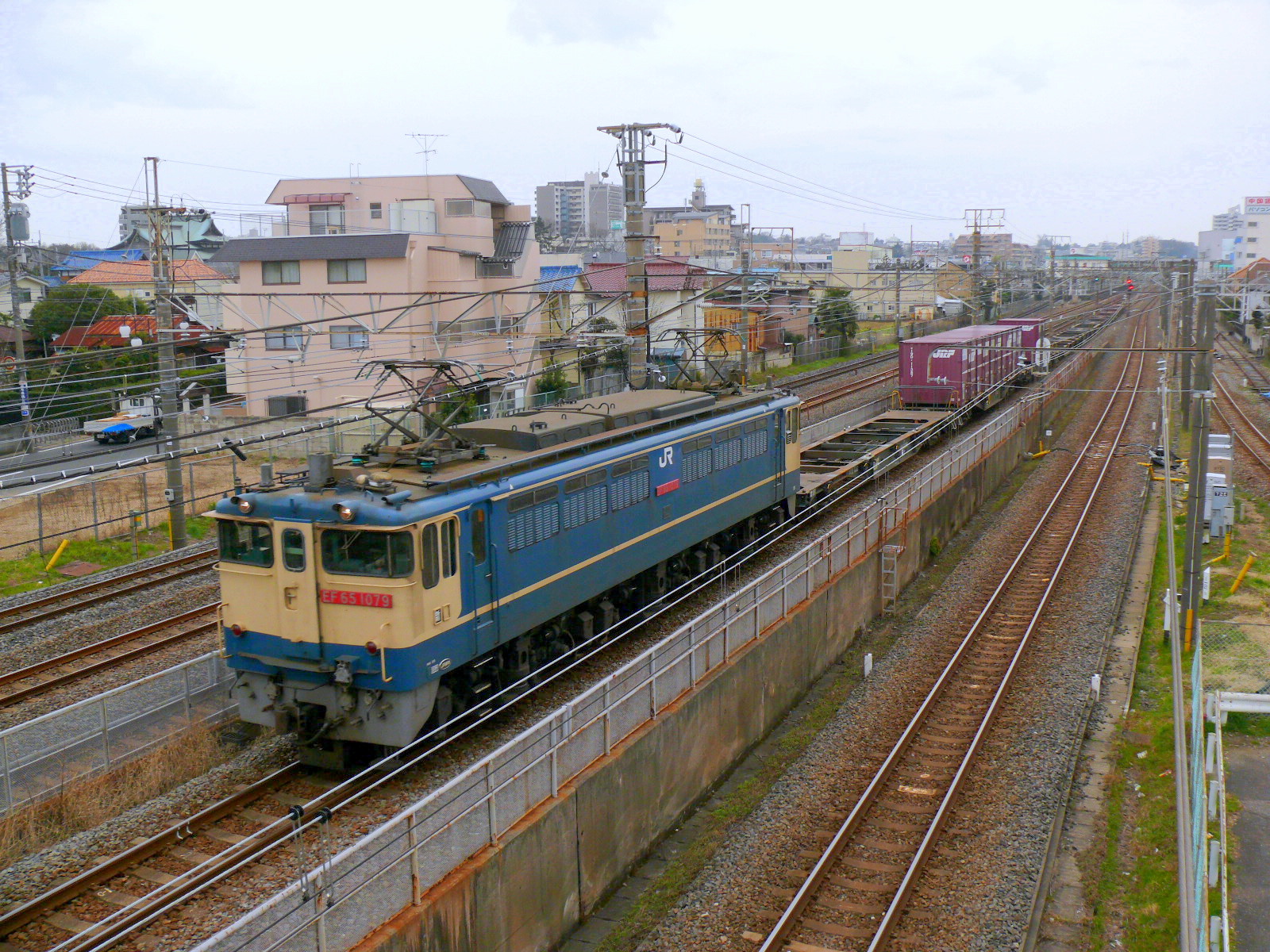
通過馬橋站向馬橋支線的貨物列車（2009年）
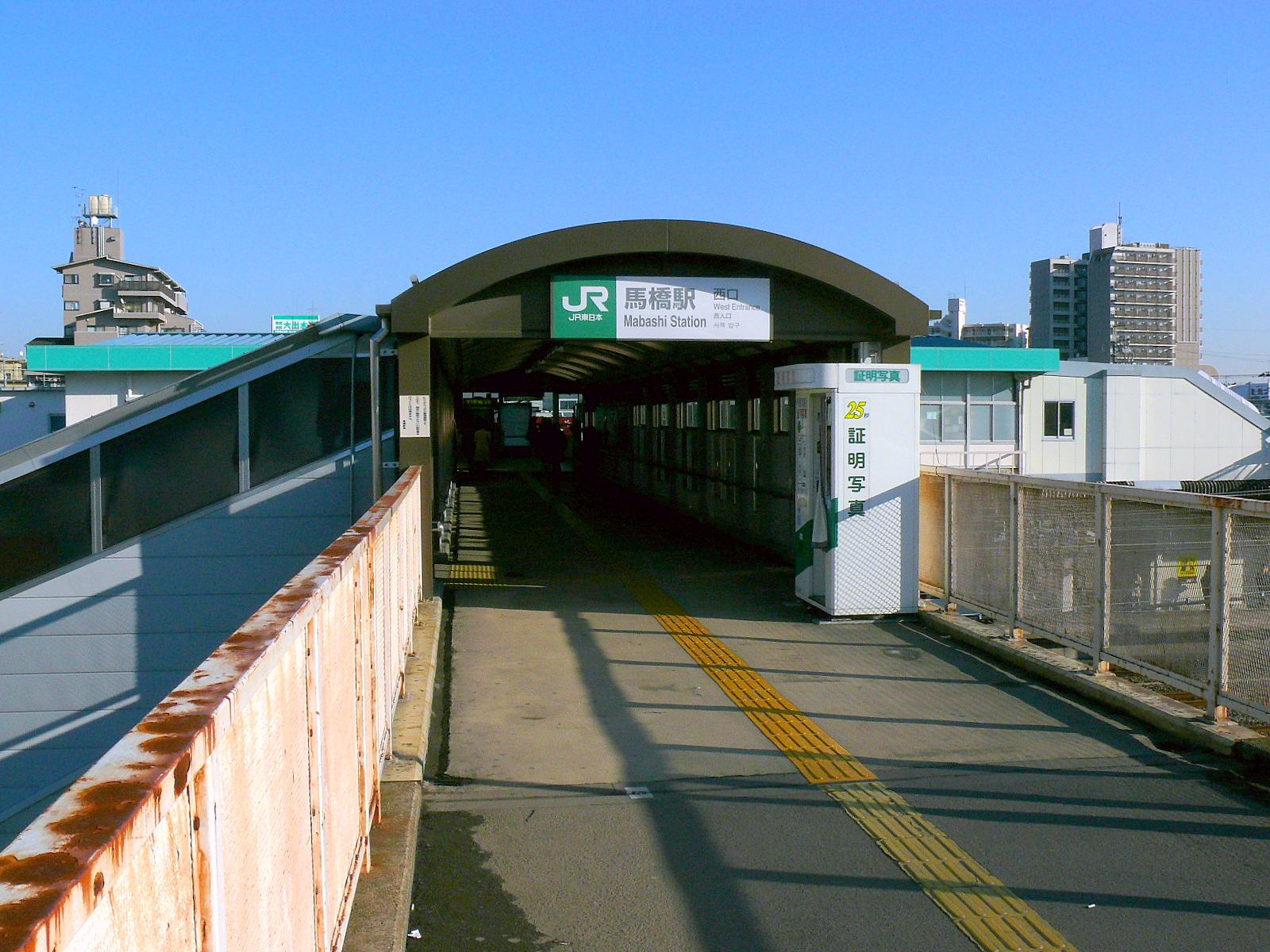
車站大樓竣工前西口（2008年）

### 流鐵
島式月台1面2線的地面車站。月台上設有自動售票機、閘口、車站事務室（售票、出閘窗口）、候車室（閘內），流山方的月台設有廁所。

#### 月台配置
| 月台 | 路線    | 目的地   | 備註                      |
| ---- | ------- | -------- | ------------------------- |
| 1、2 | ■流山線 | 流山方向 | 2號月台只限通勤時間帶使用 |

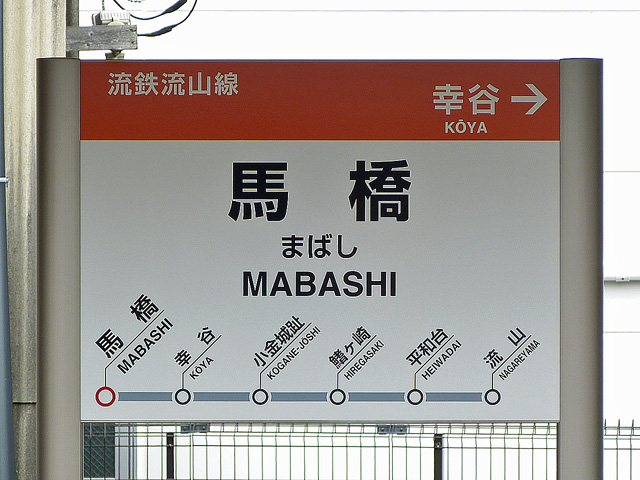
2016年登場的新站名牌（2016年）
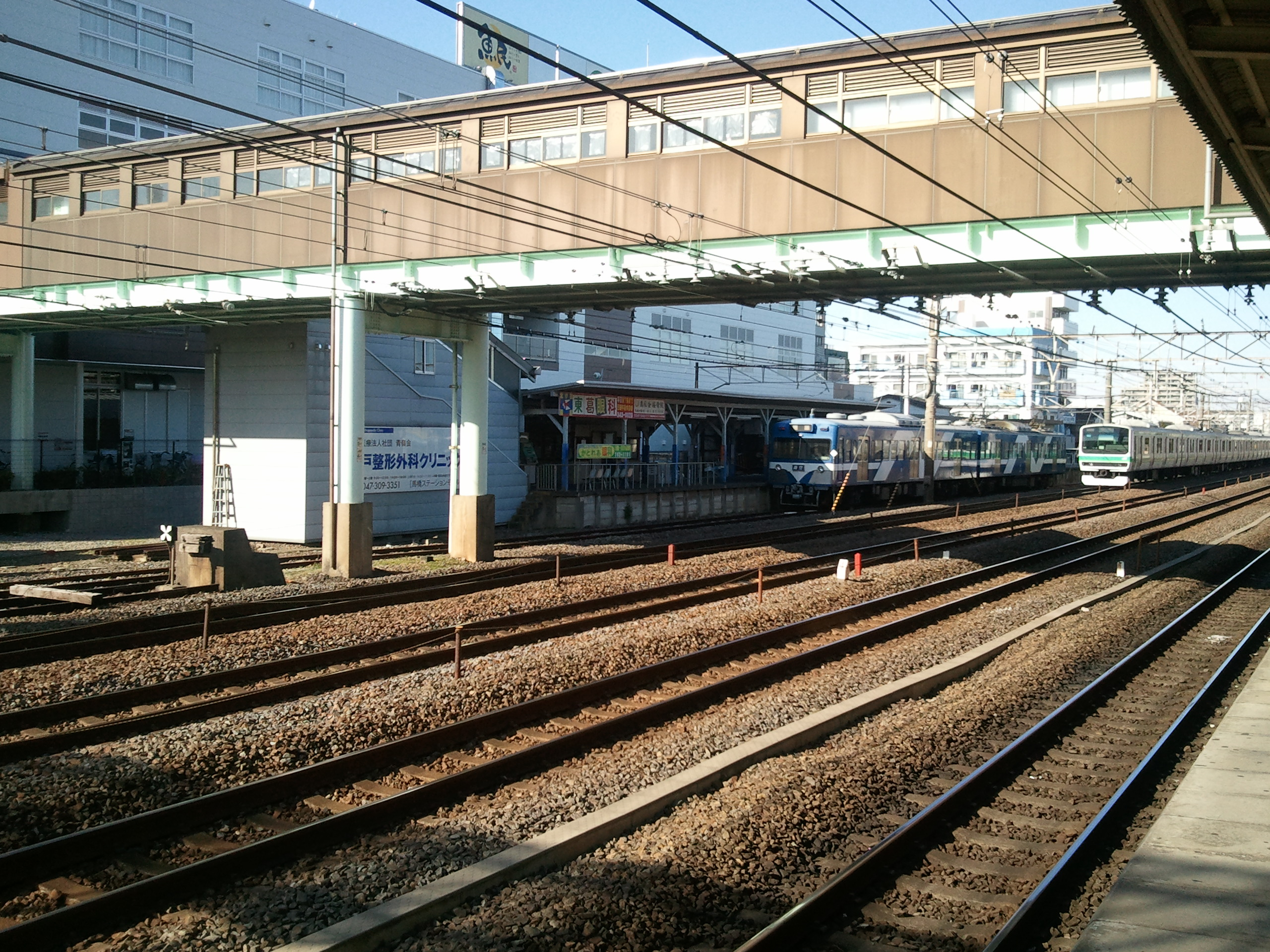
通過JR馬橋站的常磐線快速列車與流鐵流山線列車（2012年）
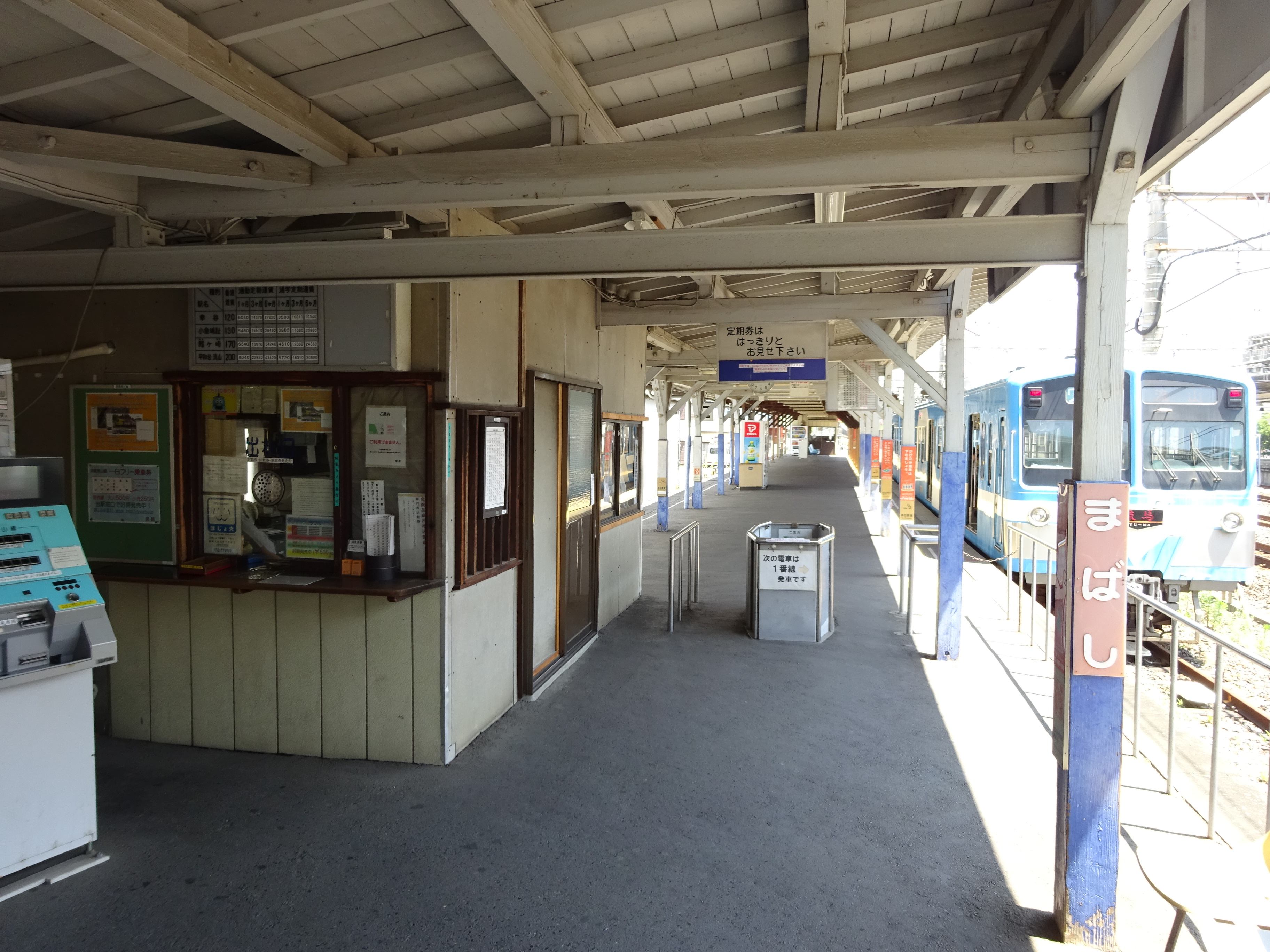
車站入口（2016年）

## 使用情況
- JR東日本 - 2019年度1日平均上車人次為25,675人。
近年有減少傾向，現在在松戶市內常磐線車站當中次於松戶站、新松戶站排行第3位。單獨站的北小金站近年超過了本站。
- 流鐵 - 2017年度1日平均上車人次為1,490人。
  - 流鐵6個車站當中次於幸谷站、流山站排行第3。

根據JR東日本與千葉縣統計年鑑，1日平均上車人次的推移如下表。
| 年度               | JR東日本 | 總武流山電鐵 /流鐵 | 來源     |
| ------------------ | -------- | ------------------ | -------- |
| 1990年（平成02年） | 28,363   | 3,882              | [ * 1 ]  |
| 1991年（平成03年） | 28,656   | 3,877              | [ * 2 ]  |
| 1992年（平成04年） | 29,193   | 3,879              | [ * 3 ]  |
| 1993年（平成05年） | 29,364   | 3,942              | [ * 4 ]  |
| 1994年（平成06年） | 28,892   | 3,773              | [ * 5 ]  |
| 1995年（平成07年） | 28,723   | 3,601              | [ * 6 ]  |
| 1996年（平成08年） | 28,546   | 3,530              | [ * 7 ]  |
| 1997年（平成09年） | 28,182   | 3,468              | [ * 8 ]  |
| 1998年（平成10年） | 27,730   | 3,411              | [ * 9 ]  |
| 1999年（平成11年） | 27,434   | 3,277              | [ * 10 ] |
| 2000年（平成12年） | 27,363   | 3,146              | [ * 11 ] |
| 2001年（平成13年） | 27,310   | 3,141              | [ * 12 ] |
| 2002年（平成14年） | 27,004   | 3,059              | [ * 13 ] |
| 2003年（平成15年） | 26,907   | 3,018              | [ * 14 ] |
| 2004年（平成16年） | 26,692   | 2,892              | [ * 15 ] |
| 2005年（平成17年） | 25,946   | 2,274              | [ * 16 ] |
| 2006年（平成18年） | 25,078   | 1,781              | [ * 17 ] |
| 2007年（平成19年） | 24,934   | 1,669              | [ * 18 ] |
| 2008年（平成20年） | 24,929   | 1,626              | [ * 19 ] |
| 2009年（平成21年） | 24,533   | 1,553              | [ * 20 ] |
| 2010年（平成22年） | 24,387   | 1,492              | [ * 21 ] |
| 2011年（平成23年） | 24,325   | 1,448              | [ * 22 ] |
| 2012年（平成24年） | 24,256   | 1,456              | [ * 23 ] |
| 2013年（平成25年） | 24,604   | 1,467              | [ * 24 ] |
| 2014年（平成26年） | 24,350   | 1,407              | [ * 25 ] |
| 2015年（平成27年） | 24,981   | 1,451              | [ * 26 ] |
| 2016年（平成28年） | 25,246   | 1,449              | [ * 27 ] |
| 2017年（平成29年） | 25,603   | 1,490              | [ * 28 ] |
| 2018年（平成30年） | 25,780   |                    |          |
| 2019年（令和元年） | 25,675   |                    |          |

## 相鄰車站
東日本旅客鐵道
 常磐線（各站停車）
北松戶（JL 23）－馬橋（JL 24）－新松戶（JL 25）
武藏野線貨物支線（馬橋支線）
南流山－馬橋
流鐵
■ 流山線
馬橋（RN1）－幸谷（RN2）

### 使用情況
1. ↑  .   [2020-07-27]. （原始内容存档于2020-04-11）. （页面存档备份，存于）

JR東日本2000年度以後上車人次
1. ↑  各駅の乗車人員（2000年度） （页面存档备份，存于） - JR東日本
2. ↑  各駅の乗車人員（2001年度） （页面存档备份，存于） - JR東日本
3. ↑  各駅の乗車人員（2002年度） （页面存档备份，存于） - JR東日本
4. ↑  各駅の乗車人員（2003年度） （页面存档备份，存于） - JR東日本
5. ↑  各駅の乗車人員（2004年度） （页面存档备份，存于） - JR東日本
6. ↑  各駅の乗車人員（2005年度） （页面存档备份，存于） - JR東日本
7. ↑  各駅の乗車人員（2006年度） （页面存档备份，存于） - JR東日本
8. ↑  各駅の乗車人員（2007年度） （页面存档备份，存于） - JR東日本
9. ↑  各駅の乗車人員（2008年度） （页面存档备份，存于） - JR東日本
10. ↑  各駅の乗車人員（2009年度） （页面存档备份，存于） - JR東日本
11. ↑  各駅の乗車人員（2010年度） （页面存档备份，存于） - JR東日本
12. ↑  各駅の乗車人員（2011年度） （页面存档备份，存于） - JR東日本
13. ↑  各駅の乗車人員（2012年度） （页面存档备份，存于） - JR東日本
14. ↑  各駅の乗車人員（2013年度） （页面存档备份，存于） - JR東日本
15. ↑  各駅の乗車人員（2014年度） （页面存档备份，存于） - JR東日本
16. ↑  各駅の乗車人員（2015年度） （页面存档备份，存于） - JR東日本
17. ↑  各駅の乗車人員（2016年度） （页面存档备份，存于） - JR東日本
18. ↑  各駅の乗車人員（2017年度） （页面存档备份，存于） - JR東日本
19. ↑  各駅の乗車人員（2018年度） （页面存档备份，存于） - JR東日本
20. ↑  各駅の乗車人員（2019年度） （页面存档备份，存于） - JR東日本

千葉縣統計年鑑
1. ↑  .   [2020-07-27]. （原始内容存档于2020-01-08）. （页面存档备份，存于）
2. ↑  .   [2020-07-27]. （原始内容存档于2020-01-08）. （页面存档备份，存于）
3. ↑  .   [2020-07-27]. （原始内容存档于2020-01-08）. （页面存档备份，存于）
4. ↑  .   [2020-07-27]. （原始内容存档于2020-01-08）. （页面存档备份，存于）
5. ↑  .   [2020-07-27]. （原始内容存档于2020-01-08）. （页面存档备份，存于）
6. ↑  .   [2020-07-27]. （原始内容存档于2020-01-08）. （页面存档备份，存于）
7. ↑  .   [2020-07-27]. （原始内容存档于2020-01-08）. （页面存档备份，存于）
8. ↑  .   [2020-07-27]. （原始内容存档于2020-01-08）. （页面存档备份，存于）
9. ↑  .   [2020-07-27]. （原始内容存档于2020-01-08）. （页面存档备份，存于）
10. ↑  .   [2020-07-27]. （原始内容存档于2017-09-30）. （页面存档备份，存于）
11. ↑  .   [2020-07-27]. （原始内容存档于2017-09-30）. （页面存档备份，存于）
12. ↑  .   [2020-07-27]. （原始内容存档于2017-09-30）. （页面存档备份，存于）
13. ↑  .   [2020-07-27]. （原始内容存档于2017-09-30）. （页面存档备份，存于）
14. ↑  .   [2020-07-27]. （原始内容存档于2017-09-30）. （页面存档备份，存于）
15. ↑  .   [2020-07-27]. （原始内容存档于2017-09-30）. （页面存档备份，存于）
16. ↑  .   [2020-07-27]. （原始内容存档于2020-01-08）. （页面存档备份，存于）
17. ↑  .   [2020-07-27]. （原始内容存档于2020-01-08）. （页面存档备份，存于）
18. ↑  .   [2020-07-27]. （原始内容存档于2020-01-08）. （页面存档备份，存于）
19. ↑  .   [2020-07-27]. （原始内容存档于2017-08-30）. （页面存档备份，存于）
20. ↑  .   [2020-07-27]. （原始内容存档于2017-08-30）. （页面存档备份，存于）
21. ↑  .   [2020-07-27]. （原始内容存档于2017-08-30）. （页面存档备份，存于）
22. ↑  .   [2020-07-27]. （原始内容存档于2017-08-30）. （页面存档备份，存于）
23. ↑  .   [2020-07-27]. （原始内容存档于2017-08-30）. （页面存档备份，存于）
24. ↑  .   [2020-07-27]. （原始内容存档于2017-08-11）. （页面存档备份，存于）
25. ↑  .   [2020-07-27]. （原始内容存档于2017-08-11）. （页面存档备份，存于）
26. ↑  .   [2020-07-27]. （原始内容存档于2017-08-11）. （页面存档备份，存于）
27. ↑  .   [2020-07-27]. （原始内容存档于2020-04-24）. （页面存档备份，存于）
28. ↑  .   [2020-07-27]. （原始内容存档于2020-04-24）. （页面存档备份，存于）

## 外部連結
- 車站資訊（馬橋）：東日本旅客鐵道
- 流鐵 馬橋站 （页面存档备份，存于）（日語）
- 松戶新京成巴士 馬橋站 （页面存档备份，存于）（日語）
- 京成巴士 馬橋站（日語）